# موسیقار

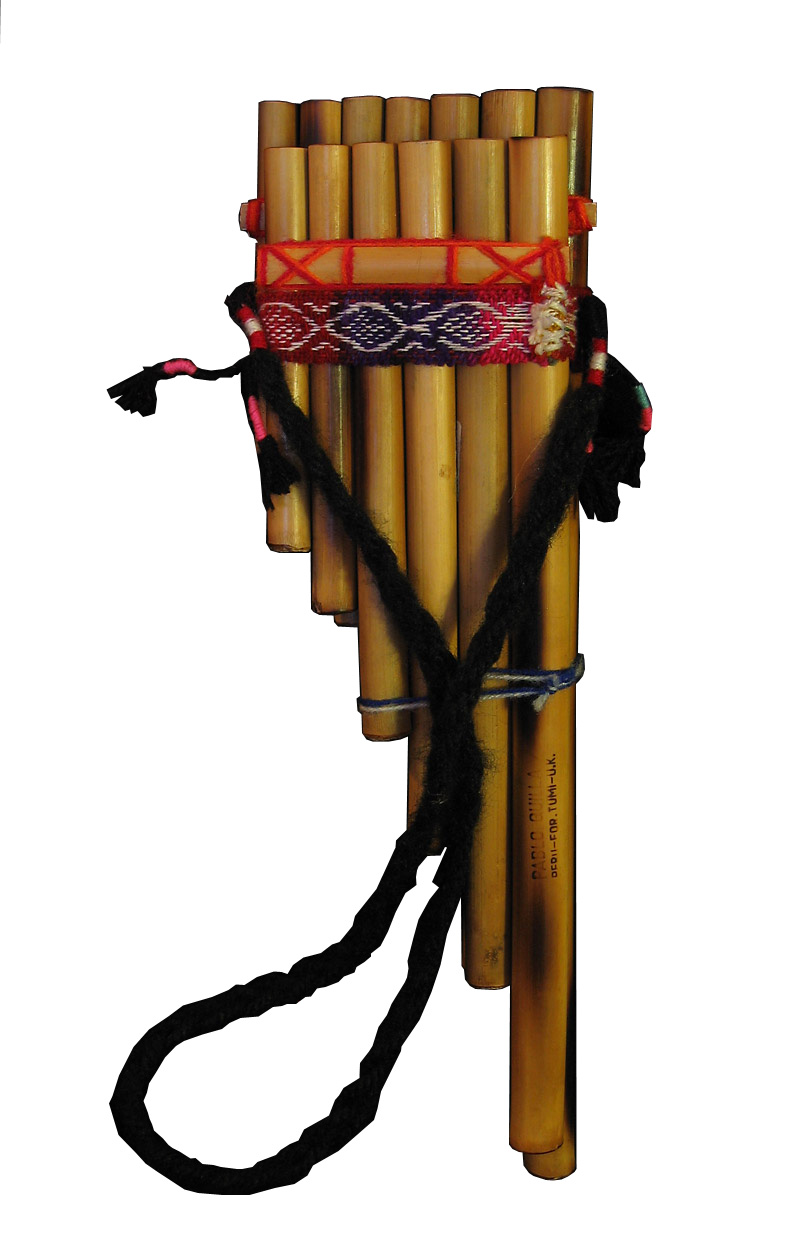
موسیقار آندی معروف به زامپونیا.

پن فلوت، یا موسیقار (Pan Flute, Panpipes یا Syrinx) نوعی ساز بادی است که با در کنار هم قرارگرفتن چندین نی به ترتیب اندازه کنار هم ساخته می‌شود. نام این ساز برگرفته از مجسمه خدای پن(pan god)، که این ساز را در دست دارد، برگرفته شده‌است.

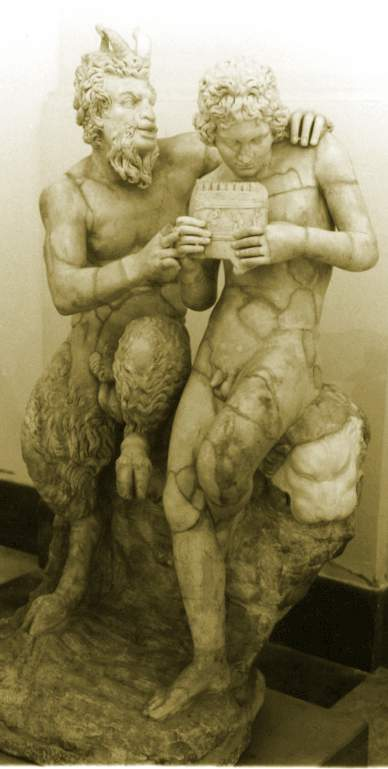
مجسمه پان

## ساختار
این ساز از تعدادی لوله که از بزرگ‌ترین به کوچک‌ترین کنار هم قرار گرفته تشکیل شده است. یک طرف این لوله‌ها مسدود است. این ساز اغلب در گام سُل ماژور کوک می شود. پن فلوت در آمریکای لاتین در کشورهای پرو و اکوادور و در اروپا در کشورهای رومانی و لهستان از محبوبیت برخوردار است.

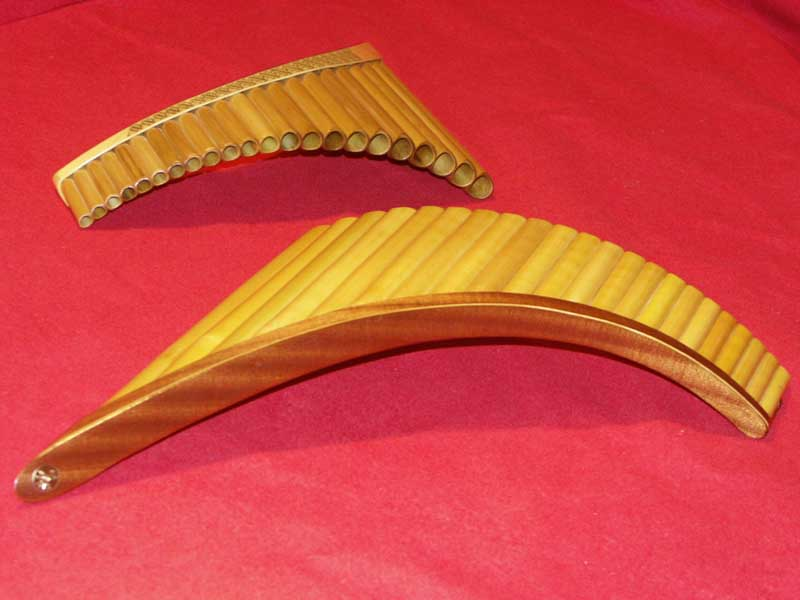
پن فلوت رومانی

## نوازندگان
- گئورگ زامفیر[۴]
- لئو روخاس[۵]

## نمونه در اشعار
عطار
خه‌خه ای موسیجهٔ موسی‌صفت 
خیز "موسیقار" زن در معرفت
کرد از جان مردِ موسیقی‌شناس 
لحنِ موسیقیِّ خلقت را سپاس
رشیدالدین وطواط
نعره در وی شکنج موسیقی
ناله در وی نوای موسیقار
عشق اصلیست، کز متابعش
عقل غمگین بود،روان غم خوار